# Passato prossimo
Il passato prossimo (più raramente perfetto composto) è una forma verbale che indica eventi, esperienze e fatti conclusi, considerati secondo l'aspetto perfettivo (es.: Ieri sono andato alla stazione).
Questo significa che mentre l'imperfetto indica una situazione, uno stato o comunque un evento durante il suo svolgimento nel passato, il passato prossimo visualizza l'azione come un evento compiuto.

## Coniugazione del passato prossimo
Questo tempo si forma combinando le forme del presente indicativo degli ausiliari avere o essere con il participio passato del verbo da coniugare. Se l'ausiliare è essere, il participio va accordato per genere e numero al soggetto: ella è andata, essi sono andati. In un certo senso, in questi enunciati, il participio assume le veci di aggettivo, una parte del discorso rigorosamente marcata a seconda di genere e numero.
|                                                               | 1ª persona singolare io | 2ª persona singolare tu | 3ª persona singolare egli, ella | 1ª persona plurale noi | 2ª persona plurale voi | 3ª persona plurale essi, esse |
| (a) Verbi coniugati con il verbo ausiliare avere Es.: parlare | Ho parlato              | hai parlato             | ha parlato                      | abbiamo parlato        | avete parlato          | hanno parlato                 |
| (b) Verbi coniugati con il verbo ausiliare essere Es.: andare | Sono andato/a           | sei andato/a            | è andato/a                      | siamo andati/e         | siete andati/e         | sono andati/e                 |

Questo tempo segue le regole che valgono per tutte le forme composte del sistema verbale:
- Una delle questioni di maggiore importanza riguarda la scelta tra avere ed essere: per i verbi transitivi, cioè quelli che reggono il complemento senza intermediario (preposizione), si sceglie sempre il verbo avere: ho comprato gli orecchini. I verbi intransitivi, quelli che non possono avere il complemento oggetto, vengono il più delle volte coniugati con essere: sono uscito/a, sono andato/a, ma non sempre.
  - Alcuni verbi intransitivi vengono coniugati con avere (es.: abbaiare, chiacchierare, e molti altri). Dato che la questione non è mai stata spiegata esaurientemente e dato che l'esito nelle diverse lingue non è sempre lo stesso, il problema ha portato i grammatici a stilare delle lunghissime liste che specificano l'ausiliare che deve essere utilizzato.[3]
  - Alcuni verbi hanno un significato ambiguo e possono cambiare l'ausiliare a seconda del contesto. Il verbo finire, ad esempio, può significare 'arrivare alla fine', e come tale è intransitivo: la scelta cadrà dunque sul verbo essere (Lo spettacolo è finito). Questo verbo ha comunque anche un significato transitivo, quello di 'portare qualcosa alla fine': in questo caso l'ausiliare sarà avere (egli ha finito la cena). Similmente: cominciare, iniziare, cessare, guarire, cambiare, affondare, aumentare, diminuire: avremo per esempio Il gatto è guarito, ma il veterinario ha guarito il gatto.  Per altri verbi, la costruzione dipende dalla forma sintattica dell'enunciato: il verbo correre, ad esempio, si coniuga con essere solo quando è specificata la direzione: sono corso a casa, ma ho corso per ore e ore.
  - I verbi riflessivi si coniugano con essere: non mi sono concentrato/a.
- Se l'ausiliare è avere, e se il complemento oggetto precede la forma coniugata di avere sotto forma di pronome, il participio va accordato per genere e numero all'oggetto: La mela? L'ho mangiata! I ragazzi? Non li ho visti. Quelle castagne? Ne ho mangiate solo due. In questi casi, l'accordo con il complemento oggetto è obbligatorio solo con i pronomi la, le, li, ne; nel caso di mi, ti, ci, vi e con il pronome relativo che l'accordo è invece facoltativo.[4]

Soprattutto nella coniugazione in -ere, le forme del participio passato possono essere irregolari. Si rimanda, per gli altri casi, alla voce sui verbi irregolari italiani.

## Storia
Nella lingua latina le forme composte come il passato prossimo non esistevano. Al suo posto veniva utililizzato il perfetto, che corrisponde all'incirca al passato remoto. L'origine del passato prossimo risale all'epoca tarda del latino, sulla base di locuzioni come habeo litteram scriptam: in origine, questo enunciato significava semplicemente 'ho una lettera scritta': il participio aveva dunque la funzione di puro aggettivo. Questa costruzione, cambiando gradualmente di significato, ha assunto le veci di una vera e propria forma verbale del passato, per divenire sempre più comune tanto in italiano quanto nelle altre lingue romanze.  In tal modo, il passato prossimo si è affiancato alla forma semplice del perfetto (passato remoto), senza tuttavia soppiantarlo del tutto e lasciando completamente intatta l'area di uso dell'imperfetto.
Il meccanismo basato su habeo litteram scriptam si è inoltre esteso ad altri contesti, per cui si sono sviluppati nelle lingue romanze dei tempi come il trapassato prossimo, il futuro anteriore, il congiuntivo passato e tutte le altre forme composte del sistema verbale.

## Il passato prossimo come forma dell'attualità
Questa forma verbale può indicare un'azione da considerarsi compiuta nel presente:
- Adesso ho finito il lavoro.
- Proprio in questo momento, il presidente ha raggiunto il podio per parlare al pubblico.

Anche se l'azione è situata nel passato, l'effetto (compiutezza) è attuale, si riferisce al momento dell'enunciazione. Dunque, non si può parlare di un vero e proprio riferimento temporale al passato, ma piuttosto di aspetto compiuto. L'attualità della forma del passato prossimo traspare negli esempi soprattutto dalla presenza di un'indicazione temporale abbastanza precisa (adesso; in questo momento). Si noti peraltro che negli enunciati proposti non sarebbe possibile usare il passato remoto.

## Il passato prossimo come forma verbale del passato
Il passato prossimo può inoltre indicare fatti ed eventi con la funzione temporale di tempo del passato, per esempio nelle narrazioni. Nell'esposizione di fatti passati, il passato prossimo si distingue con gran chiarezza dall'imperfetto, ma non dal passato remoto. Le funzioni di questo tempo possono emergere abbastanza chiaramente da un confronto tra le tre forme verbali.

### Imperfetto e passato prossimo
Seguendo un approccio di linguistica testuale, si può formulare la differenza tra imperfetto e le forme di perfetto come il passato prossimo considerando quest'ultimo come la forma che indica le azioni da mettere in primo piano, mentre l'imperfetto indica lo sfondo di una narrazione:
- Era presto di mattina, e siccome faceva freddo, ho preso l'automobile. Purtroppo non sono riuscito a partire subito, e così sono arrivato in ritardo in ufficio: il principale aveva un'espressione strana.

L'interpretazione sotto questo punto di vista ha grandi vantaggi di economia descrittiva ed è dunque di facile comprensione, ma ha comunque il difetto di basarsi solo sullo studio di testi letterari. Normalmente, la distinzione classica tra aspetto perfettivo (azione conclusa) ed imperfettivo (azione non in svolgimento) viene considerata più efficace.

### Passato prossimo e remoto
Per quanto riguarda la differenza tra passato prossimo e passato remoto, questa è basata su criteri di rilevanza rispetto al presente: per l'esattezza, l'avvenimento può essere considerato come psicologicamente vicino (sicché si userà il passato prossimo) o lontano (allora sarà preferito il passato remoto).
- Napoleone nacque in Corsica
- Questa bambina è nata in Corsica

Nella scelta, non è comunque possibile basarsi soltanto su criteri cronologici. Se è vero, da un lato, che gli avvenimenti avvenuti in un passato recente verranno coniugati al passato prossimo più spesso di altri, ciò non può in alcun modo costituire una regola generale. Conta invece la distanza psicologicamente percepita, anche se il più delle volte gli enunciati riferiti a tempi vicini finiscono per essere formati con il passato prossimo: è logico che gli eventi accaduti in un passato recente vengano normalmente rivissuti con più intensità rispetto ad altri accaduti in vecchia data, e che quindi vengano indicati con il passato prossimo. Viceversa, gli eventi lontani nel tempo saranno spesso percepiti come psicologicamente distanti, per cui sarà alta la probabilità che vengano indicati con il passato remoto. Non per questo si deve cadere nell'illusione di poter stabilire criteri puramente temporali per stabilire quando usare l'una o l'altra forma. In altre parole, un fatto accaduto in tempi lontani:
- Più di un secolo fa, abbiamo proibito la schiavitù, ma tutto ciò resta solo teoria

può benissimo essere considerato come più attuale di uno verificatosi in tempi relativamente vicini:
- Mesi fa, esplorammo il bosco in cerca di funghi.

## Il perfetto composto in alcune lingue
Il passato prossimo è una classica forma di perfetto composto. Spesso, viene chiamato con questo nome o con nomi simili da alcuni studiosi (cfr. Bertinetto). In quanto segue, si presentano le forme di composte del perfetto in alcune lingue romanze e non.

### Francese, catalano e spagnolo
Forme veramente corrispondenti al passato prossimo sono quelle composte del perfetto nelle lingue romanze, come ad esempio il passé composé in francese. Una differenza fondamentale tra il francese e l'italiano, sempre per quanto riguarda l'accordo, sta nel fatto che spesso in francese le forme accordate del participio conservano - nei verbi regolari - il suono della forma al maschile singolare, sicché non si sente alcuna differenza tra allé, allée, allés ed allées: è solo nella lingua scritta (o in diversi verbi irregolari) che emerge la differenza tra forme di vario genere e numero.
Il perfet del catalano mantiene il verbo ser in alcuni dialetti, ma molti altri dialetti hanno solo haver:
- Ell és vingut, ell ha vingut

Il perfecto dello spagnolo (pretérito perfecto) si distingue da quelli dell'italiano e del francese per utilizzare soltanto il verbo avere come ausiliare
- él ha ido, nosotros hemos ido
- egli è andato, noi siamo andati,

il che semplifica notevolmente la coniugazione, anche perché il participio non va più accordato. Lo spagnolo si distingue inoltre dall'italiano e dal francese per usare il perfecto solo in determinati contesti: va usato solo in caso di chiara attualità dell'azione. Negli altri casi, si preferisce l'indefinido, la forma corrispondente del passato remoto.

### Inglese e tedesco
L'inglese ed il tedesco, come lingue germaniche, usano le forme composte del passato seguendo regole proprie. Queste sono essenzialmente basate sul concetto di un passato più o meno attuale.
La forma composta del passato in inglese, il Present perfect simple, usa unicamente l'ausiliare to have per poi combinarlo al participio del verbo da coniugare:
- He has talked (ha parlato).
- He has gone (è andato).

Questo tempo è compatibile con la forma progressiva basata sul gerundio: He has been talking, a differenza di quanto non avvenga in molte altre lingue.
Nella lingua tedesca, il perfetto (Perfekt) usa come ausiliari sia essere che avere, a differenza dell'inglese: Er hat gesprochen - Er ist gegangen (Ha parlato - È andato). Una differenza notevole rispetto a molte altre lingue è il fatto che in genere il participio va posto alla fine della frase, sicché la forma verbale del perfetto viene spesso interrotta da una parte dell'enunciato:
- Maria hat lange mit Sonja telefoniert
- Maria ha telefonato a lungo con Sonia,

A tale proposito, vale la pena di ricordare che in italiano sono piuttosto rare le espressioni che possono frapporsi tra l'ausiliare ed il participio (si tratta soprattutto di brevi specificazioni temporali): è sempre venuto; è già venuto; non è mai più arrivato; non è ancora arrivato). È invece molto più comune che il passato prossimo italiano venga formato senza soluzione di continuità.